# Чивіто

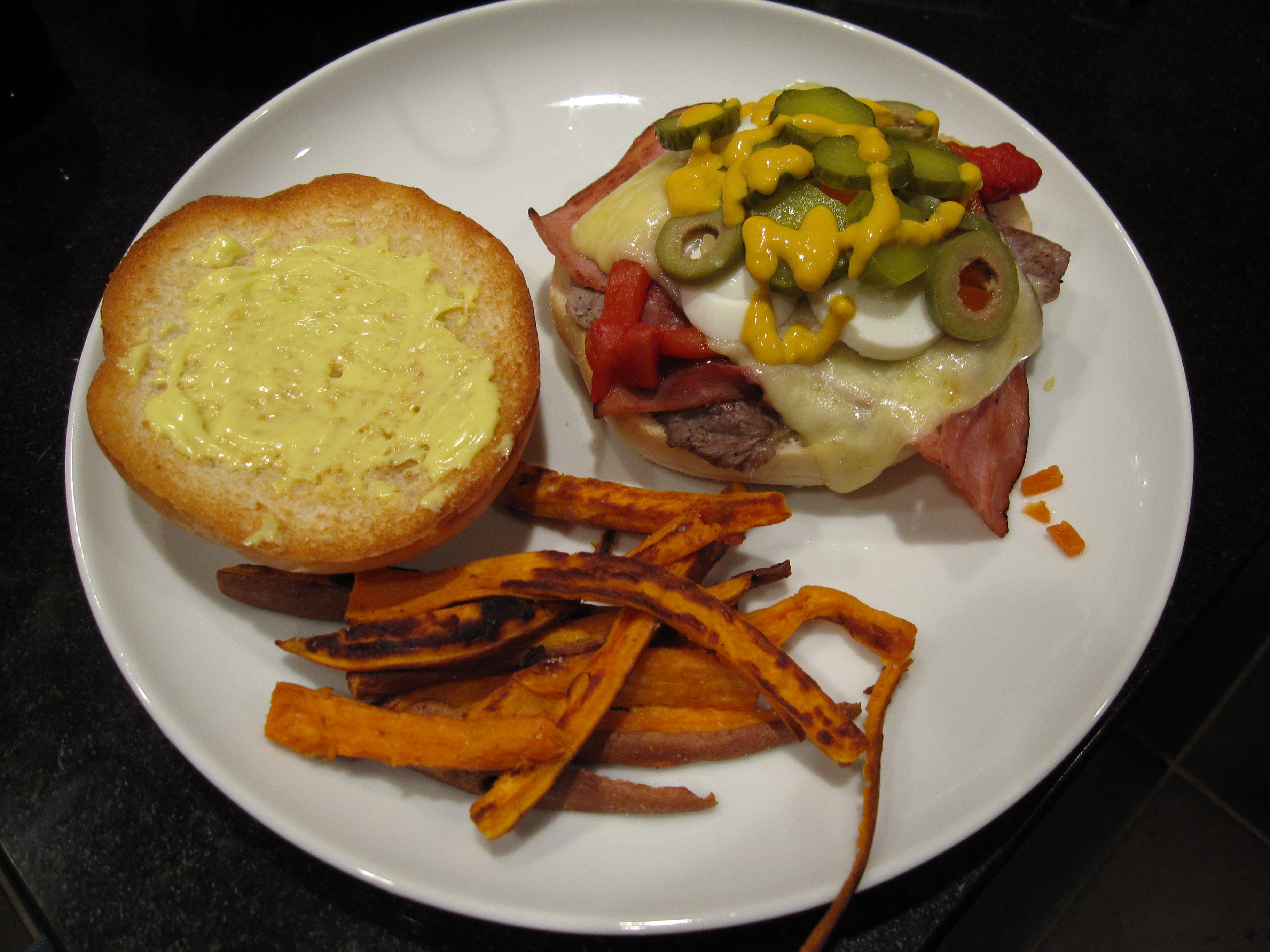
Інгредієнти чивіто.

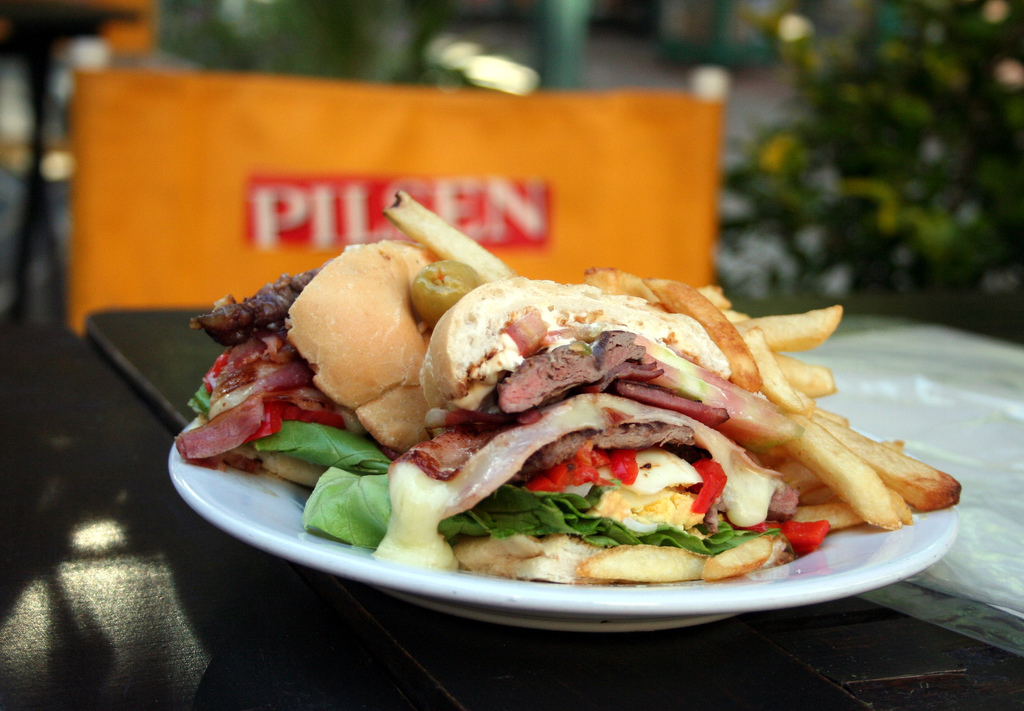
Чивіто.

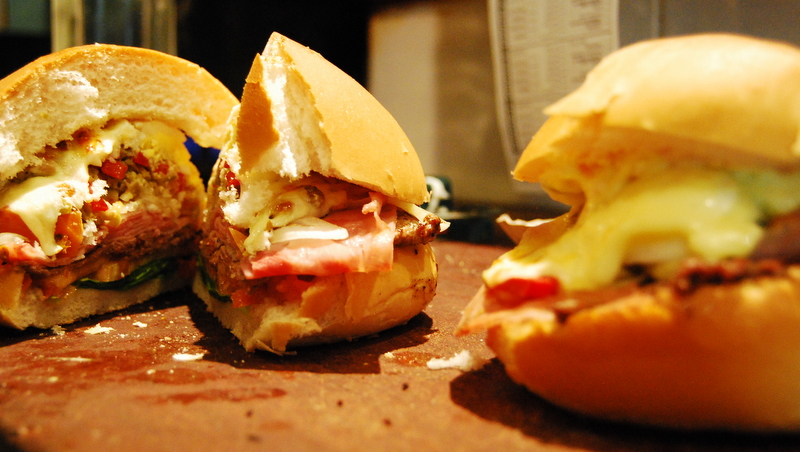
Розрізаний чивіто.

Чивіто (ісп. chivito, буквально «козеня») — популярна національна страва Уругваю, бутерброд. Класичний рецепт містить шматок яловичого стейка, моцарелу, помідори, шинку, майонез, салат, які подаються у булочці. Може також містити бекон, смажені або круто зварені яйця, оливки, часто супроводжується картоплею фрі. Рідше додають червоний буряк, горох, смажений червоний перець, смажену цибулю, огірок та соління.
В Аргентині подібний бутерброд називають ломіто (ісп. lomito).

## Походження
Чивіто був створений в 1944 році в Пунта-дель-Есте. Історія стверджує, що в ресторані El Mejillón клієнтка попросила бутерброд з козячим м'ясом. Клієнтка, ймовірно, була з Кордови — гірського регіону Аргентини, де козяче м'ясо — поширений інгредієнт страв. Однак таке м'ясо було рідкістю в прибережному Уругваї. Не бажаючи розчаровувати клієнтку, шеф ресторану, Антоніо Карбонара, зробив бутерброд із яловичим стейком, шинкою, сиром, салатом і майонезом.

## Варіанти
Існує канадійський чивіто (ісп. chivito canadiense), приготований з особливим «канадійським беконом». Чивіто можуть подавати на тарілці (ісп. chivito al plato), гарніруючи креольським чи російським (подібний до олів'є) салатом, або картоплею фрі, іноді з соусом гольф.

## Вечірка чивіто
У Мальдонадо, Уругвай, проводять вечірку чивіто близько до Дня Мальдонадо, що відбувається 19 жовтня. Заходи зазвичай включають дегустацію їжі, дитячі заходи (катання на поні) та живу музику.
Друга така вечірка була проведена на площі Сан-Фернандо 19–21 жовтня 2012 р., а третя — 17–21 жовтня 2013 р.